# 方召南
方召南（1493年—1532年），字文化，號為齊，福建興化府莆田縣人，明朝进士。

## 生平
正德十一年（1516年）由國子生中式丙子科福建鄉試第九名舉人，嘉靖十一年（1532年）壬辰科会试第三百十六名，第三甲第一百八十三名進士。觀禮部政，未任職即卒。

## 家族
曾祖方璿，訓導；祖方迪；父方紳；母林氏。慈侍下，妻鄭氏，繼妻鄭氏；弟世南；道南。